# Кам'янка (Одеський район)
Ка́м'янка (Барабой, Мангейм) — село Вигодянської сільської громади в Одеському районі Одеської області в Україні. Населення становить 1390 осіб. Засновано 1808 року під назвою Мангейм, із 1 лютого 1945 року має сучасну назву. Відстань до райцентру становить близько 22 км і проходить автошляхом місцевого значення. У селі розташовані руїни костелу Різдва Пресвятої Діви Марії, пам'ятки архітектури місцевого значення.

## Історія

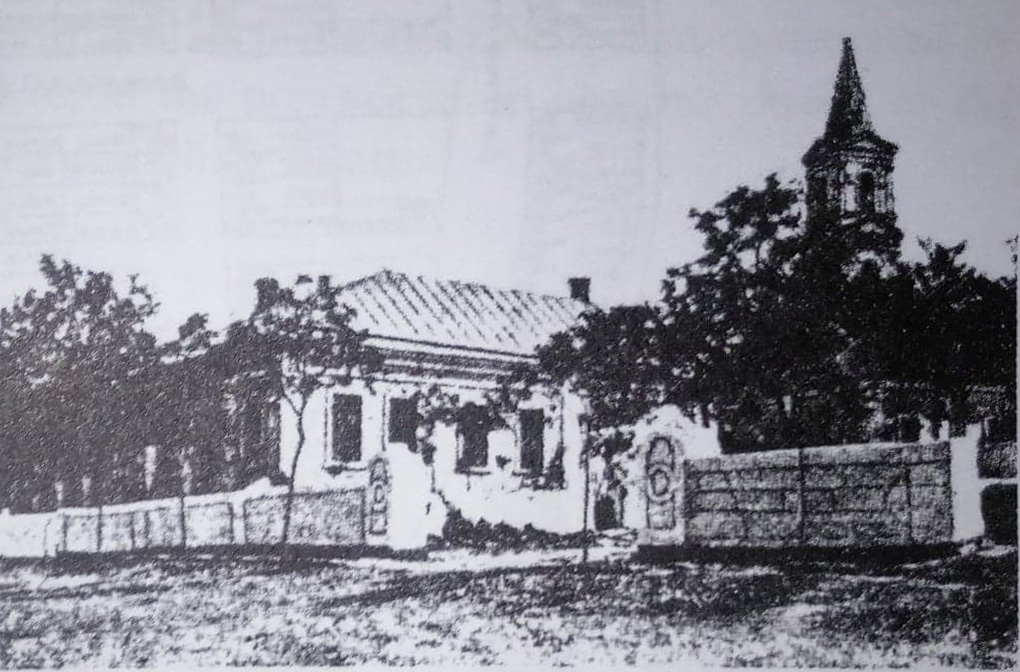
Будівля старої німецької школи і церкви, 1909 р.

Німецьку колонію Мангейм заснували 1808 року 60 родин, які прибули з Бадену, Ельзасу, Рейнланд-Пфальцу та Пруссії, після того як імператор Олександр I задовольнив прохання німців переселитися у Північне Причорномор'я.
Станом на 1834 рік у німецькій колонії Мангейм було 299 жителів. У 1886 році у Мангеймі, центрі Мангеймської волості Одеського повіту Херсонської губернії, мешкало 1679 осіб, налічувалось 160 дворових господарств, існували римо-католицька церква, школа, 6 лавок та 3 винних погреба, відбувались базари через 2 тижні по середах. За 4 версти — молитовний будинок. У 1899 році — проживало 1776 осіб у 208 дворах, станом на 1915 рік населення Мангейму складало більше двох тисяч осіб. У селі була волосна управа, земська поштова станція, ринок, католицький костел, постоялий двір і паровий млин.
У 1916 році у селі Барабой Барабойської волості Одеського повіту мешкало 1555 осіб (696 чоловіків, 859 жінок), було 275 дворів.
У липні 1919 року колонія Мангейм приєдналася до антибільшовицького Акаржанського повстання, яке було викликане продрозкладкою та насильницькою мобілізацією до Червоної армії. У травні і червні 1920 року відбулося ще два антибільшовицьких повстання в Мангеймській волості. Їх підтримали українські селяни та болгарські колоністи.
За адміністративним поділом СРСР у 1923 році засновано Мангеймський район, до якого, входять Мангеймська, Зельцька і Куртівська волості.

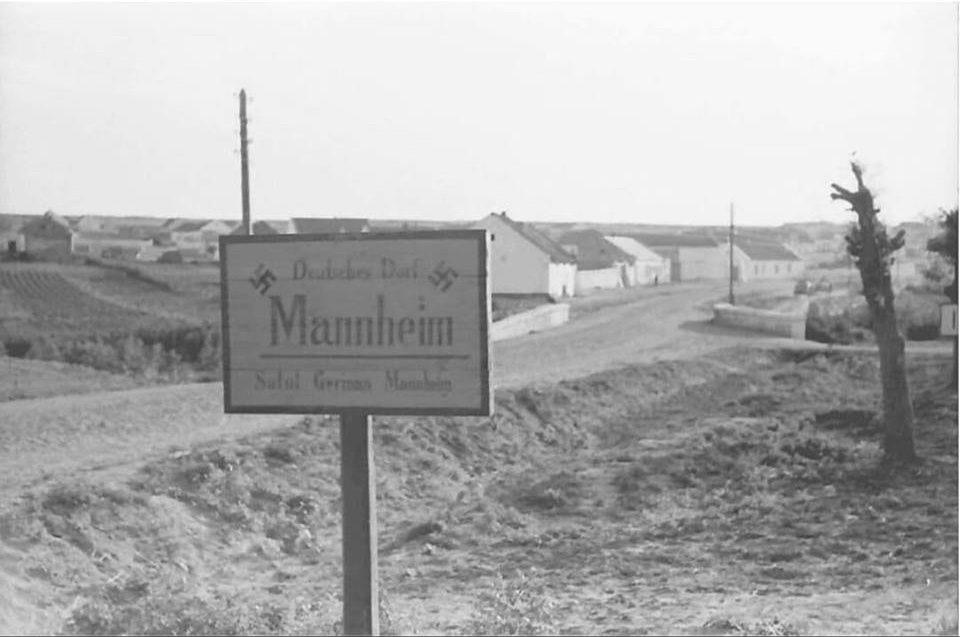
Знак в'їзду до села німецькою мовою, 1940-ві роки

У вересні 1945 року після виселення німецького населення село перейменовано на Кам'янку. Станом на 1 вересня 1946 року входить до складу Василівської сільської ради. З 1950 по 1975 рік центром Василівської сільради було село Кам'янка. До її складу входили села Василівка, Кам'янка, Секретарівка, Кагарлик, Михайлівка і Червона Гірка.
21 серпня 1979 року утворена Кам'янська сільська рада з центром у селі Кам'янка, якій підпорядковувались села Секретарівка, Михайлівка і Червона Гірка.

## Сучасний стан

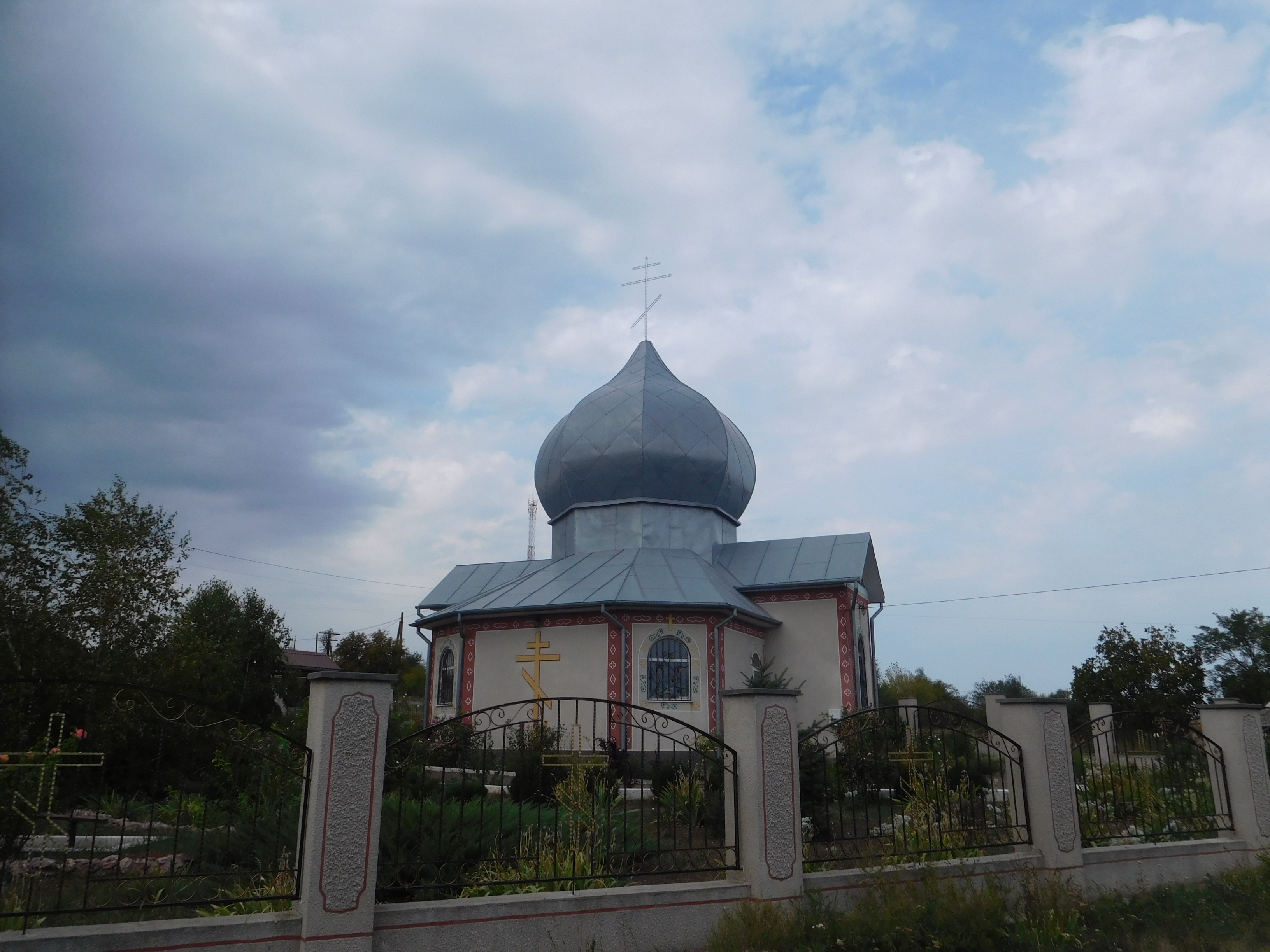
Церква святого великомученика Димитрія Солунського

Після здобуття Україною незалежності, у 1995 році радгосп «Кам'янський» реорганізовано в КСП «Кам'янський», який 2000 року реорганізовано у агрофірму «Єдність», яка спеціалізується переважно на вирощування зернових культур.
У селі діє Церква святого великомученика Димитрія Солунського Одеської єпархії Української православної церкви Московського патріархату. Працює будинок культури, школа, дитячий садок. 2008 року відкрито нове приміщення амбулаторії загальної практики сімейної медицини, яка оснащена всім необхідним обладнанням.

## Населення
Згідно з переписом 1989 року населення села становило 1457 осіб, з яких 684 чоловіки та 773 жінки.
За переписом населення 2001 року в селі мешкало 1390 осіб.

### Мова
Розподіл населення за рідною мовою за даними перепису 2001 року:
| Мова       | Відсоток |
| ---------- | -------- |
| українська | 68,13 %  |
| російська  | 24,75 %  |
| румунська  | 4,89 %   |
| вірменська | 1,01 %   |
| болгарська | 0,43 %   |
| німецька   | 0,29 %   |
| білоруська | 0,07 %   |
| гагаузька  | 0,07 %   |